# Протитанкова міна

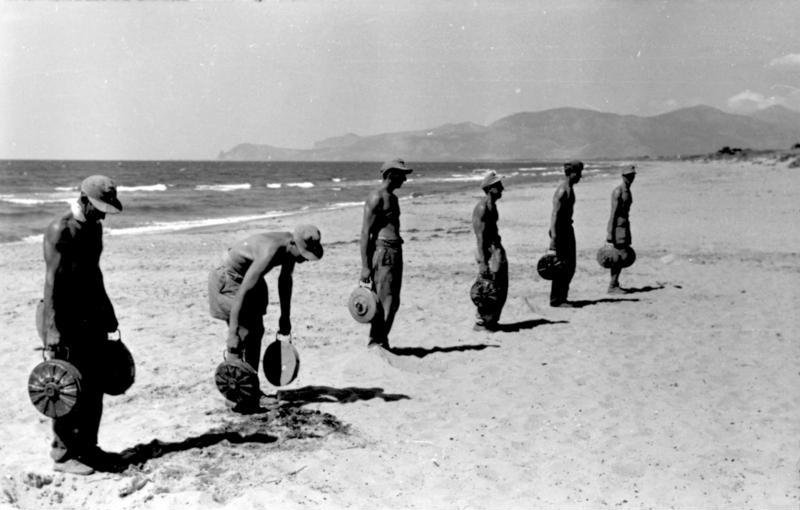
Установка протитанкового мінного поля стройовим розрахунком. Сицилія. 1943

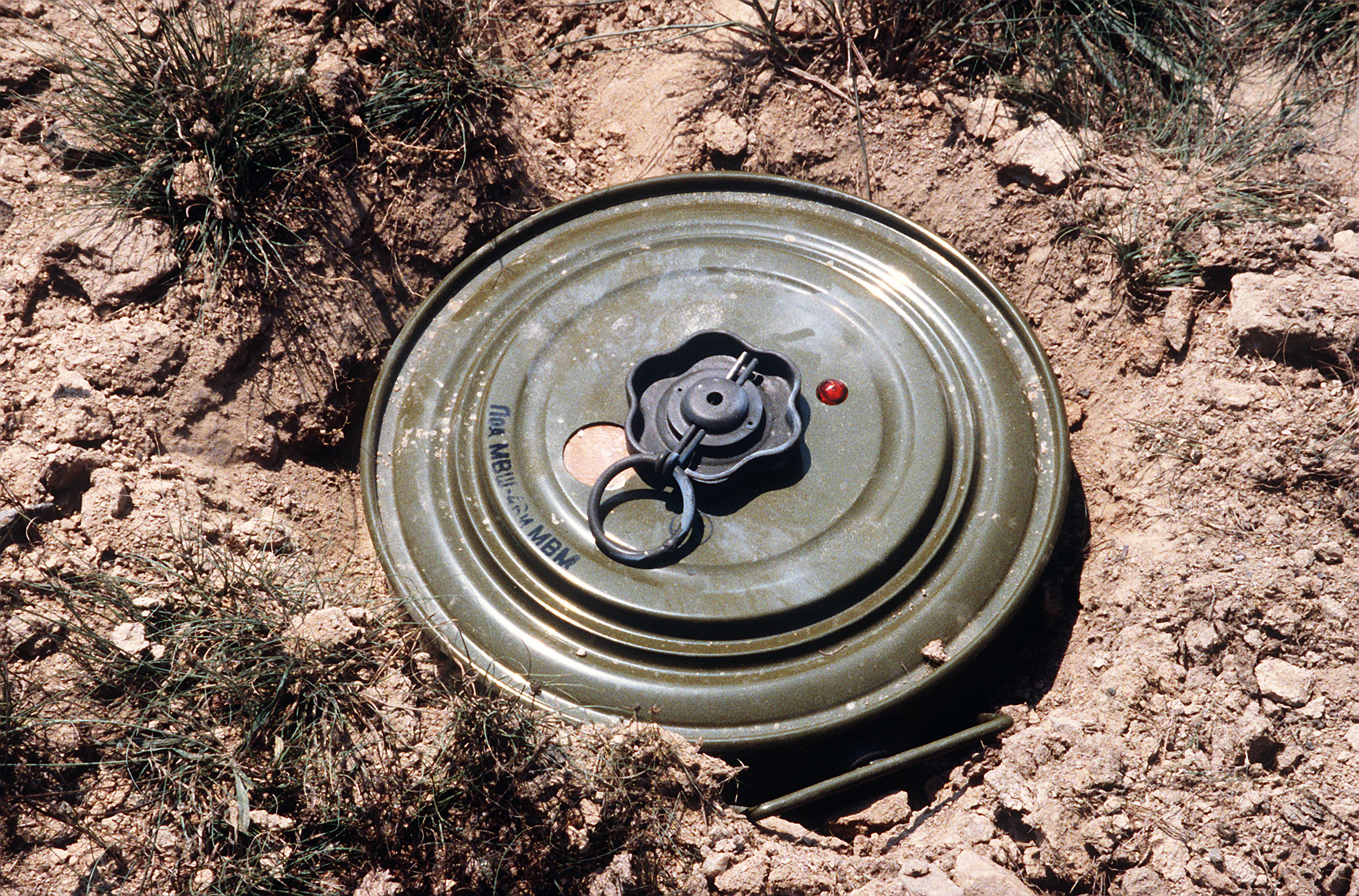
Наземна протитанкова міна ТМ-46. СРСР

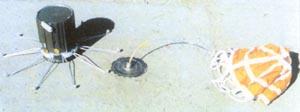
Польська протитанкова міна MN-121, що встановлюється дистанційним методом

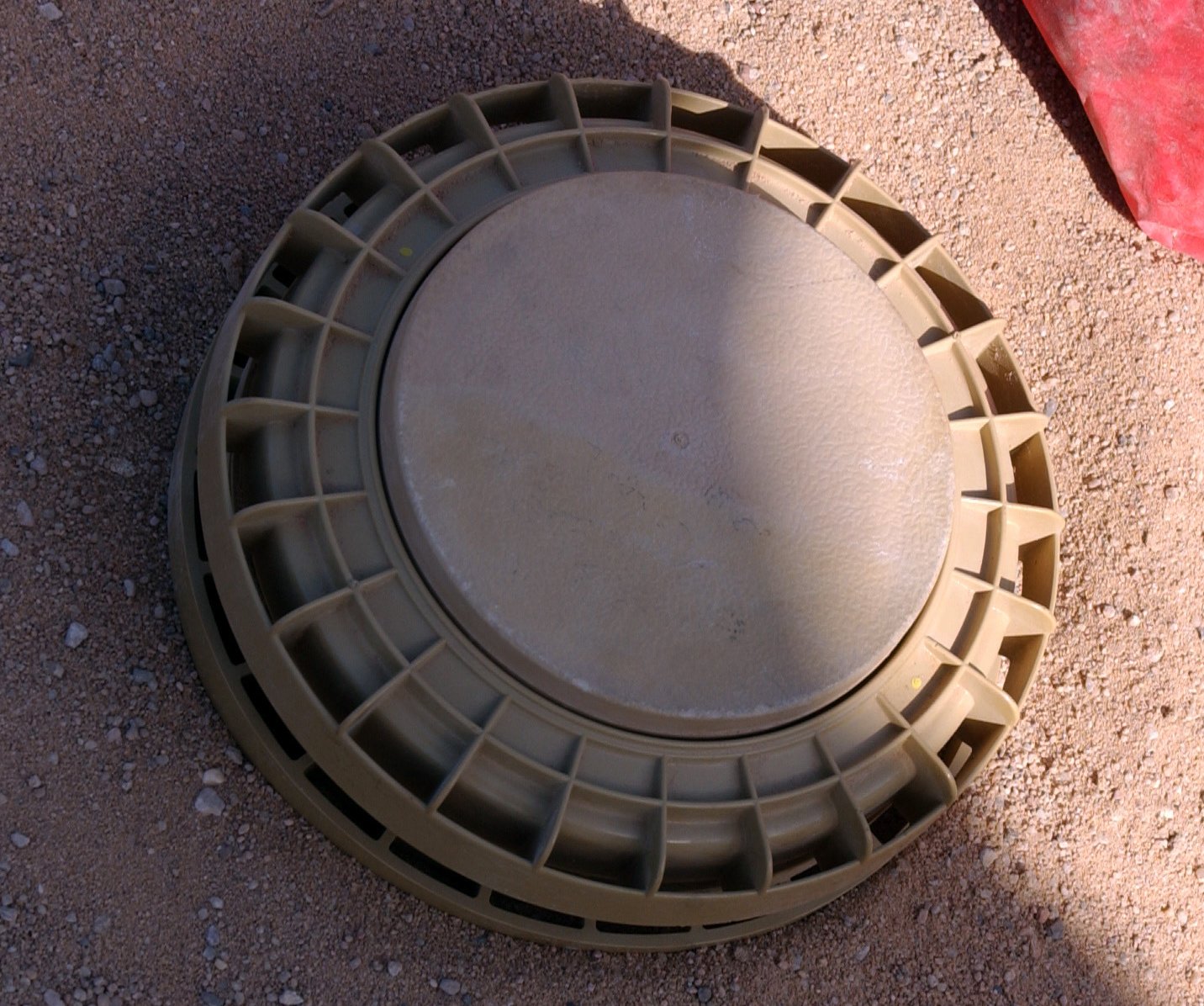
Італійська протитанкова міна VS-N

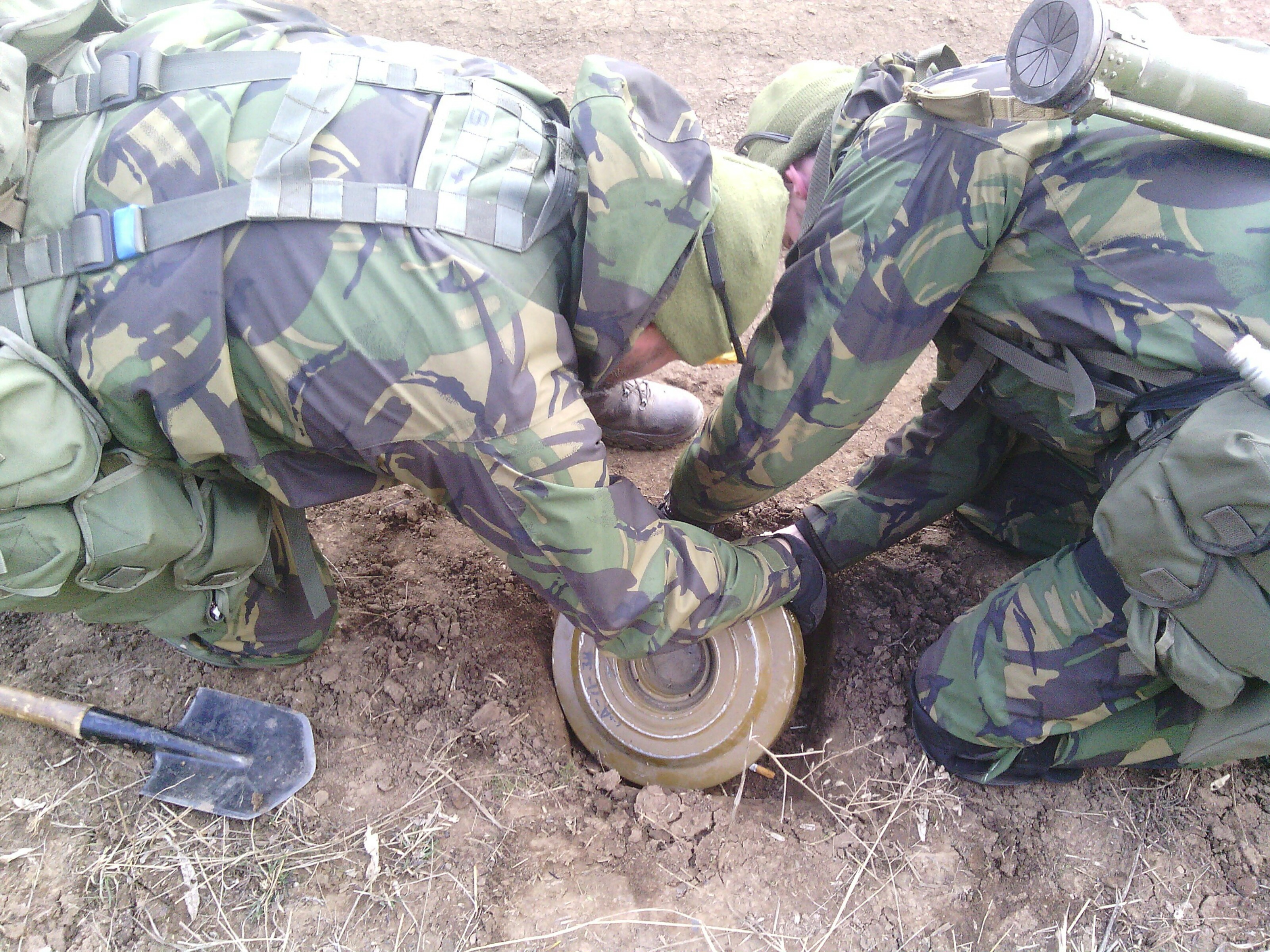
Українські спецпризначенці встановлюють протитанкову міну ТМ-62М в зоні проведення АТО. Березень 2015 року.

Протита́нкова мі́на (ПТМ) — інженерний боєприпас (міна), призначений для знищення або виведення з ладу танків і інших броньованих машин противника.

## Характеристики та устрій
Протитанкові міни призначені для знищення або виведення з ладу техніки. Міни з контактним детонатором зазвичай спрацьовують від сили тиску на них понад 100 кг. Мінімальна безпечна відстань для евакуації — 150 м[джерело?]. Призначені для мінування місцевості проти танків, самохідних ракетних і артилерійських установок, бронетранспортерів і інших бойових і транспортних машин супротивника. 
Протитанкові міни складаються із заряду вибухової речовини, детонатора (замикача), датчика цілі, підривника і корпусу (з металу, дерева, пластмас; відомі безкорпусні конструкції — з вибухової речовини підвищеної потужності. Деякі типи протитанкових мін мають пристрої (запобіжники), що забезпечують безпеку при установці, елементи невитягуваності та незнешкоджуваності, які ускладнюють зняття і знешкодження, а також самоліквідатори, що викликають вибух міни або що приводять її в безпечний стан через заданий проміжок часу.
Сучасні протитанкові міни, які знаходяться на озброєнні армій багатьох країн, частіше використовуються безкорпусні варіанти з детонаторами з пластмаси. Такі міни не виявляються індукційними міношукачами і для розвідників зазвичай не несуть небезпеки, оскільки спрацьовують при тиску на них вагою не менше ніж 180 кг.

## Характеристики
|                    | ТМ-62М                                                          | ТМ-72        | ПТМ-1          | ПТМ-4                  | ТМ-83                      | ПТКМ-1Р     |
| ------------------ | --------------------------------------------------------------- | ------------ | -------------- | ---------------------- | -------------------------- | ----------- |
| Діаметр, мм        | 320                                                             | 250          | —              | —                      | 250                        | —           |
| Висота, мм         | 128                                                             | 128          | 70             | 55                     | 440                        | 900         |
| Матеріал корпусу   | метал                                                           | метал        | пластик        | метал                  | метал                      | метал       |
| Вага, кг           | 9,5 — 10                                                        | 6            | 1,6            | 3,25                   | 20,4                       | 10          |
| Вага заряду ВР, кг | 7,0 — 7,5                                                       | 2,5          | 1,1            | 1,4                    | 9,6                        | 4,2         |
| Тип                | протигусенічна                                                  | протиднищева | протигусенічна | протиднищева           | протибортова               | протидахова |
| Детонатор          | МВЧ-62, МВЗ-62, МВП-62М, МВШ-62, МВ-62, МВД-62, МВН-72 і МВН-80 | МВН-72       | МВДМ           | неконтактний магнітний | сейсмічний + інфрачервоний | сейсмічний  |

## Класифікація протитанкових мін
За способом приведення в дію:
- некеровані: вибухають від дії танку (БМП, БТР тощо), автомашини і тому подібне на детонатор (датчик цілі детонатора), а також після закінчення заданого часу;
- керовані: переводяться в бойове положення або спрацьовують по команді, переданій по радіо або дротам.

За термінами спрацьовування:
- миттєвої дії — що вибухають при взаємодії з об'єктом ураження;
- сповільненої дії (МСД) — що автоматично спрацьовують або приходять в бойове положення після закінчення заданого часу.

За конструкцією детонатору:
- контактні — спрацьовують при безпосередньому наїзді техніки на детонатор (датчик цілі);
- неконтактні — спрацьовують від дії фізичного поля цілі (магнітного, акустичного, вібраційного).

За способами установки:
- витягувані, які можна витягати з місця установки;
- невитягувані — що вибухають при такій спробі.

За способом спричинення шкоди:
- протигусеничні (ТМ-46, ТМ-57, ТМ-62, ПТМ-1): спрацьовують при наїзді на них гусеницею або колесом  і спричиняють руйнування елементів ходової частини;
- протиднищеві (ТМ-72, ТМ-89, ПТМ-3, ПТМ-4, FFV 028, HPD-2A2): вибухають при наїзді днищем, гусеницею або колесом і забезпечують пробиття днища, ураження екіпажу, ушкодження вузлів і агрегатів або руйнування елементів ходової частини;
- протибортові (ТМ-83, DM-12 (PARM-1), DM-22 (PARM-2)): уражають техніку шляхом руйнування бортової броні. При цьому можуть виводитися з ладу екіпаж, окремі агрегати й озброєння;
- протидахові (ПТКМ-1Р).

За типом датчика цілі:
- натискної дії;
- магнітної дії;
- теплової дії;
- похилої дії;
- сейсмічної дії;
- інфрачервоної дії.